# 2024年紐約地鐵擦撞事故
2024年紐約地鐵擦撞事故發生於2024年1月4日下午，紐約地鐵1號線位於96街車站附近的轉轍器與回送列車發生擦撞，造成紐約地鐵1號線、2號線以及3號線營運中斷。